# 陆军大学堂
陆军大学堂，为清廷于光绪年间设立的新式陆军最高学堂。 

## 历史
1904年采用外国学制，清政府练兵处（1903年11月至1906年11月设立）颁布了新定《陆军学堂办法》二十条，规定陆军学堂分为三类：
- 正课学堂：仿日本军事教育体系，分为二级四等体制[1]：
  - 陆军小学堂
  - 陆军中学堂：规定在京师、陕西、湖北、江苏设第一、第二、第三、第四陆军中学堂。严格按照省份学区招收陆军小学堂毕业生。
  - 陆军兵官学堂（未设立）：以陆军36镇官佐的补充额为学堂定额，专招陆军中学堂毕业生。因而需待陆军中学堂第一期毕业后才有生源。宣统三年在陆军预备大学堂旧址设立陆军军官学堂，招收陆军中学毕业生。第一期学习不及一年，爆发辛亥革命而中辍，民国元年保定陆军军官学校开办，改期学生复学，为保定军校一期。
  - 陆军大学堂
- 陆军速成学堂：在陆军兵官学堂产生毕业生之前，为各镇武官补充急需，临时设立。俟陆军兵官学堂完备后，即撤销速成学堂。
- 陆军速成师范学堂
- 其他专业学堂，例如各省的陆军测绘学堂、北洋参谋学堂、北洋测绘学堂、北洋陆军师范学堂、北洋军医学堂、北洋马医学堂、北洋军械学堂、北洋经理学堂、北洋宪兵学堂、电信信号学队等专业培训机构。除军医学堂位于天津、电信信号学队位于小站外，其余均设于保定。

其中，陆军小学堂、中学堂提供军官生长基础教育，兵官学堂培养初级指挥军官，陆军大学堂担任在职军官的深造培养和参谋人员培养。各省设立讲武堂为各省现役军官“研究武学”之所。
按照《陆军学堂办法》，陆军大学堂必须设立于京师。但袁世凯借口“陆军大学堂须待兵官学堂次第设立，缓不济急，故照练兵处办法，略事变通，先于北洋军中设此军官学堂，不具大学堂之名，而著大学堂之实，一俟京师设立陆军大学堂，此学堂即行停办。”1906年6月在保定原北洋行营将弁学堂旧址创办相当于陆军大学级别的北洋军官学堂（又称陆军行营军官学堂）。一般把它作为陆军大学的前身。学堂督办段祺瑞，总办赵理泰。
北洋军官学堂从1906年到1909年共招生三期，毕业学员约240名。学生选择自各镇军官中服役2年以上，“品学超卓，才识优异者”。即不是新军官养成教育，而是在职军官深造教育。其课程“不外统汇各科，淹通融贯，务其指挥调度悉协机宜，蔚为将才，用备于城之寄”。
- 1906年第一期从北洋各镇的下级军官中招选120人，1908年毕业。很多是北洋陆军参谋学堂第一期毕业生。著名学生有：陈调元、张敬尧、靳云鹗、吴新田等。
- 1907年第二期开始招收江苏、湖北的新军现役军官招选120人。1908年毕业。著名学生有：何遂、孙岳等。
- 1909年第三期招收全国的新军现役军官招选120人，著名学生有：齐燮元、李济深、阮肇昌、周凤岐等。

所有课程分设3个学期。第一学期：各国历史、各国地理、卫生学、马学、教育军队法、各队战法、军制学、军器学、筑垒学、交通学、语学、混成协标图战法、就地讲演战法、野外战术实施、指挥各种队伍、马术。第二学期：陆军经理、地形侦察、兵要地理、要塞战法、海战要塞、战略学、国法学。第三学期：野操计画、秋操计画、出师计画、作战计画、创设军队计画、战略学、战史、一镇及一军图上战法、教授兵期法、参谋旅行、要塞战法、各队新战法、指挥各队伍法、国际法、马术。
1908年学校收归军咨府，被称为军咨府军官学堂。因考虑到“军官学堂”名称与本意不符，1910年7月更名为"陆军预备大学堂"。1910年10月10日武昌起义，学员回各部参战。1912年冬，第三期返校复课。
1912年陆军预备大学堂由保定迁北京，改隶参谋本部。第一任校长为参谋本部第三局局长胡龙骧兼任。1913年10月该校正式更名为"陆军大学校"。民初共招生五期，共毕业学员510余名：
- 第四期
- 第五期
- 第六期
- 1924年第七期
- 第八期：入学时正值奉系入关，所以这一期学员基本上是东北讲武堂的毕业生。1928年6月北伐军攻克北京，1928年8月返校复课
- 第九期：1928年9月开始招生。

1931年10月学校由北平迁往南京。